# 茅利塔尼亞鰩
茅利塔尼亞鰩（學名：Raja mauritaniensis），為軟骨魚綱鰩目鰩科鰩屬的一種，分布於東大西洋突尼西亞與茅利塔尼亞海域，深度50至400公尺，體長可達80公分，棲息在大陸棚及大陸坡上層海域，為底棲性魚類，肉食性，以甲殼類及硬骨魚為食，卵生，生活習性不明。